# パシフィック郡 (ワシントン州)
パシフィック郡（英: Pacific County）は、アメリカ合衆国ワシントン州の南西部に位置する郡である。2010年国勢調査での人口は20,920人である。郡庁所在地はサウスベンドであり、郡内で人口最大の都市はレイモンドである。郡の太平洋岸中央部にウィラパ湾があり、アメリカ合衆国のカキ漁獲高の25％を産している。郡の経済には他に林業、漁業および観光業も重要な要素である。
パシフィック郡は1851年2月4日にオレゴン準州政府によって設立された。当時の郡庁所在地は1852年に設立されたオイスタービルだったが、1893年に現在のサウスベンドに移された。

## 地理
アメリカ合衆国国勢調査局に拠れば、郡域全面積は1,224平方マイル (3,169 km2)であり、このうち陸地は933平方マイル (2,416 km2)、水域は291平方マイル (752 km2)で水域率は23.74％である。

### 特徴的な地形
- ディスアポイントメント岬
- コロンビア川
- ロングビーチ半島
- ロングアイランド
- ウィラパ湾

### 主要高規格道路
- アメリカ国道101号線

### 隣接する郡
- グレイズハーバー郡 - 北
- ルイス郡 - 東
- ワカイアカム郡 - 南東
- クラトソップ郡 (オレゴン州) - 南

### 国立保護地域
- ルイス・アンド・クラーク国立州立歴史公園（部分）
- ウィラパ国立野生生物保護区

## 人口動態
以下は2000年の国勢調査による人口統計データである。
| 基礎データ - 人口: 20,984人 - 世帯数: 9,096 世帯 - 家族数: 5,885 家族 - 人口密度: 9人/km2（22人/mi2） - 住居数: 13,991軒 - 住居密度: 6軒/km2（15/mi2） 人種別人口構成 - 白人: 90.54% - アフリカン・アメリカン: 0.20% - ネイティブ・アメリカン: 2.44% - アジア人: 2.08% - 太平洋諸島系: 0.09% - その他の人種: 1.83% - 混血: 2.82% - ヒスパニック・ラテン系: 5.01% 先祖による構成 - ドイツ系：18.0％ - イギリス系：10.8％ - アイルランド系：8.8％ - アメリカ人：8.6％ 年齢別人口構成 - 18歳未満: 21.4% - 18-24歳: 6.0% - 25-44歳: 21.2% - 45-64歳: 28.9% - 65歳以上: 22.6% - 年齢の中央値: 46歳 - 性比（女性100人あたり男性の人口） - 総人口: 98.3 - 18歳以上: 95.8 | 世帯と家族（対世帯数） - 18歳未満の子供がいる: 23.1% - 結婚・同居している夫婦: 53.1% - 未婚・離婚・死別女性が世帯主: 7.9% - 非家族世帯: 35.3% - 単身世帯: 29.5% - 65歳以上の老人1人暮らし: 14.3% - 平均構成人数 - 世帯: 2.27人 - 家族: 2.77人 収入と家計 - 収入の中央値 - 世帯: 31,209米ドル - 家族: 39,302米ドル - 性別 - 男性: 33,892米ドル - 女性: 22,982米ドル - 人口1人あたり収入: 17,322米ドル - 貧困線以下 - 対人口: 14.4% - 対家族数: 9.1% - 18歳未満: 19.7% - 65歳以上: 8.1% |

## 統計上処理される自治体
| - ベイセンター - チヌーク - イルワコ - レバム | - ロングビーチ - ナセル - オーシャンパーク | - レイモンド - 人口最大の都市 - サウスベンド - 郡庁所在地 - トークランド |

## その他の町
| - ファーデール - フランシズ - ホルコーム - メンロー - ナコッタ | - ネマ - ノースコーブ - オーシャンサイド - オールドウィラパ | - オイスタービル - シービュー - サーフサイド - ウィラパ |